# پلنگ‌آزاد
پلنگ‌آزاد، روستایی است از توابع بخش مرکزی شهرستان میاندورود در استان مازندران ایران.

## جمعیت
این روستا در دهستان میان‌دورود بزرگ قرار داشته و براساس آخرین سرشماری مرکز آمار ایران که در سال ۱۳۸۵ صورت گرفته، جمعیت آن ۴۵۲نفر (۱۲۶خانوار) بوده‌است.